# Polar (2009)
Polar ist ein Kurzspielfilm von Michael Koch. Der mehrfach ausgezeichnete Film hatte seine Premiere auf der Berlinale 2009 und ist die Abschlussarbeit von Regisseur Michael Koch an der Kunsthochschule für Medien in Köln.

## Handlung
Luis fährt in die Schweizer Alpen, um seinen Vater Henryk zu besuchen. Dieser holt ihn vom Postauto ab und bringt ihn mit dem Wagen zu seiner abgelegenen Berghütte. Offenbar haben die beiden sich seit Jahren nicht mehr gesehen, und so sitzen sie im Auto wie Fremde nebeneinander. Luis erzählt mit unterschwelligem Stolz, dass er bei einer renommierten Schlagzeugschule die Aufnahmeprüfung geschafft hat, während sein Vater ein paar Anläufe braucht, bis er sich traut seinem Sohn seine gegenwärtige Lebenssituation zu schildern. Er hat eine neue Frau, Sophie, und wie sich wenig später herausstellt auch einen kleinen Sohn, Elias. So landet Luis unverhofft in einem neuen, ihm fremden Familienkosmos: Mit der Freundin des Vaters, die nur wenig älter ist als er, versteht Luis sich auf Anhieb. Um Elias, das schreienden Baby, welches die frisch gebackenen Eltern Luis immer mal wieder zur Obhut übergeben, kümmert er sich eher desinteressiert. Luis sucht unverkennbar nach Nähe und Anerkennung seitens des Vaters. Er versucht die Distanz zwischen den beiden zu überwinden, doch stattdessen trifft Luis bei Henryk auf die gleiche, unveränderte Kälte und Uneinsichtigkeit, die Luis einst hat vor seinem Vater flüchten lassen. Henryk lässt ihn bei seinen Annäherungsversuchen ins Leere laufen, werkelt mürrisch und wortkarg im und ums Haus herum und hat weder Augen noch Ohren für seinen mittlerweile erwachsenen Sohn und dessen Anliegen. So stehen nicht nur die neue Freundin und ihr gemeinsames Kind zwischen Vater und Sohn, sondern sehr viel Unausgesprochenes. Wie zwei Pole stehen sie sich Luis und Henryk gegenüber. Und so wächst allmählich der Frust auf der Alm und Luis provoziert eine Entladung.

## Kritiken
„Polar zeigt eine Perfektion der Verdichtung, die selbst im Kurzfilm ihresgleichen sucht. Nichts als das bloße Konzentrat der Erzählung hat Michael Koch mit seinem Team aus dem Material gewonnen. Alles, was vom Eigentlichen ablenken könnte, jedes im Grunde unnötige Schmuckwerk ist über Bord gegangen und weicht einer erstaunlich fokussierten Klarheit. Das beginnt schon bei solch banalen Momenten wie Luis’ Ankunft auf der Alm. Luis weiß nicht, was ihn erwartet, er ist nervös, er kennt die neue Frau seines Vaters nicht, er ist folglich auf die Situation konzentriert. Der großartige Kameramann Bernhard Keller nun bleibt ganz konsequent auf diesem Gesicht, bleibt in dieser Situation komplett bei Luis, während sich in der Unschärfe des Hintergrunds das vermutlich weltschönste Alpenpanorama andeutet. Doch kein Schwenk, kein Insert in der Montage, keine Ablenkung vom Fokus der Erzählung hin zu unbedeutenden Nebensachen. Und als würde das Panorama selbst vor solch Konsequenz aller Beteiligten kapitulieren, zieht das Wetter in der nächsten Szene zu, hängen tiefe und dichte Wolken im Tal, hilft bei der Fokussierung triefender Nebel. Polar ist ein Meisterstück an Reduktion, wie sie allein der Kurzfilm vermag.“

„An dem leisen Film über die Sehnsucht nach Nähe und die Schwierigkeit, sie zu erlangen, hat uns alles überzeugt: die sparsamen Dialoge – kein Wort zu viel –, die subtile Schauspielführung – keine überflüssige Geste – und eine insgesamt reduzierte Erzählweise, die vieles aus- und offenlässt, damit aber umso mehr Raum für feine und mehrdeutige Zwischentöne schafft. Die souveräne Kamera bleibt konsequent bei den Figuren und setzt die karge Landschaft so ins Bild, dass sie deren Seelenzustände zu reflektieren scheint. Reduktion auf allen Ebenen also. Herausgekommen ist ein Film von großer atmosphärischer Dichte, der tief berührt, ohne im Geringsten sentimental zu sein.“

## Auszeichnungen
Internationale Kurzfilmtage Winterthur 2008
- Der Preis für den besten Schweizer Film geht an Michael Koch

Berlinale 2009
- Lobende Erwähnung im Wettbewerb um den Preis Dialogue en Perspective für Michel Koch

First Steps 2009
- Nominierung für den First Steps Award in der Kategorie Spielfilme bis 60 Minuten für Michael Koch
- Nominierung für den First Steps Award in der Kategorie Bestes Drehbuch für Juliane Grossheim und Michael Koch

Deutscher Kamerapreis 2009
- Der Deutsche Kamerapreis in der Kategorie Bester Kurzfilm geht an Bernhard Keller

Filmfest Dresden 2009
- Preis Goldener Reiter für den besten Kurzspielfilm im deutschen Wettbewerb für Michael Koch

Deutscher Kurzfilmpreis 2009
- Kurzfilmpreis in Gold in der Kategorie Spielfilme mit einer Laufzeit von 7 bis 30 Minuten für Michael Koch

Internationales Filmfestival Warschau 2009
- Nominierung für den besten Kurzfilm für Michael Koch